# Viktor Nemeš
Viktor Nemeš (Senta, 21 luglio 1993) è un lottatore serbo, specializzato nella lotta greco-romana. È stato campione iridato ai mondiali di Parigi 2017 vincendo il torneo della categoria -75 kg. Ha rappresentato la Serbia ai Giochi olimpici estivi di Rio de Janeiro 2016.

## Biografia
È fratello gemello di Máté Nemeš, anche lui lottatore di caratura internazionale.

## Palmarès
- Mondiali

Parigi 2017: oro nei -75 kg.
Budapest 2018: bronzo nei -77 kg.
- Europei

Riga 2016: argento nei -75 kg.
Kaspijsk 2018: argento nei -77 kg.
Bucarest 2019: bronzo nei -77 kg.
- Giochi europei

Baku 2015: argento nei -75 kg.
- Giochi del Mediterraneo

Orano 2022: oro nei -77 kg.